# Square Jean-Morin
Pour les articles homonymes, voir Jean Morin.
Le square Jean-Morin est un square de Paris, situé dans le 12e arrondissement de Paris.

## Situation et accès
Le site est accessible par le 213, rue de Charenton.
Il est desservi par la ligne 6 à la station de métro Dugommier.

## Origine du nom
Il rend hommage au peintre et graveur français Jean Morin (1609-1650).

## Historique
Créé en 1900, le square s’étend sur 2 479 m2 à l'emplacement de l’ancienne barrière de Charenton sur le mur des Fermiers généraux. Il a été totalement réaménagé en 2007.